# AKA Acclaim
AKA Acclaim (AKA stående för Athletes Kick Ass, och känd som Acclaim Max Sports 2000-2002) var en division av Acclaim Entertainment som släppte Extreme Sports-videospel, som liknar EA Sports BIG och Activision O2. AKA Acclaim var en seprate-division till Acclaim Sports, som det spunnade från 2000. Många av de spel som utvecklats under etiketten utvecklades av Z-Axis.
Acclaim Max Sports döptes till AKA Acclaim år 2002. Etiketten avbröts 2003 tillsammans med Acclaim Sports.